# Issatermes parvus
Issatermes parvus (лат.) — ископаемый вид крылатых насекомых, единственный в составе монотипического рода Issatermes из семейства Issatermidae (Cnemidolestodea). Пермский период (Poldarsa Formation, Isady Locality, Mutovino, около 255 млн лет). Россия, Вологодская область (60,6° с. ш., 45,6° в. д.).

## Описание
Мелкие насекомые. Длина переднего крыла около 5 мм. От близких видов отличается особенностями жилкования крыльев. Все жилки переднего крыла выпуклые. Прерадиальное поле узкое; жилка SC прямая, оканчивается на C у конца базальной трети крыла. Основание RS и первой вилки M. Бифуркация Cu на CuA и CuP сдвинута вперёд; передние и задние ветви кубитуса дивергируют на уровне середины первой анальной жилки. Есть некоторое сходство с жилкованием термитов Mastotermitidae. Вид был впервые описан по отпечаткам в 2018 году российским палеоэнтомологом Даниил Аристов (Палеонтологический институт РАН, Москва, Россия). Среди сестринских таксонов Gerapompidae.